# Torneo de Hobart 2023
El Hobart International 2023 fue un evento de tenis de la WTA International. Se disputa en Hobart (Australia), en cancha dura al aire libre, formando parte de una serie de eventos que sirven de antesala al Abierto de Australia 2023, entre el 9 y el 14 de enero de 2023.

## Distribución de puntos
| Modalidad           | Campeona | Finalista | Semifinales | Cuartos de final | 2ª ronda | 1ª ronda | Clasificadas | 2ª ronda de clasificación | 1ª ronda de clasificación |
| Individual femenino | 280      | 180       | 110         | 60               | 30       | 1        | 18           | 12                        | 1                         |
| Dobles femenino     | 280      | 180       | 110         | 60               | 1        | -        | -            | -                         | -                         |

## Cabezas de serie

### Individuales femenino
| Tenista           | Ranking | Preclasificada |
| Marie Bouzková    | 24      | 1              |
| Elise Mertens     | 29      | 2              |
| Alizé Cornet      | 37      | 3              |
| Sloane Stephens   | 37      | 4              |
| Anhelina Kalinina | 39      | 5              |
| Bernarda Pera     | 44      | 6              |
| Magda Linette     | 48      | 7              |
| Yulia Putintseva  | 51      | 8              |

- Ranking del 2 de enero de 2023.[2]

### Dobles femenino
| Tenista                          | Ranking | Preclasificada |
| Kirsten Flipkens Laura Siegemund | 56      | 1              |
| Eri Hozumi Tamara Zidanšek       | 84      | 2              |
| Miyu Kato Aldila Sutjiadi        | 96      | 3              |
| Vivian Heisen Makoto Ninomiya    | 112     | 4              |

## Campeonas

### Individual femenino
Lauren Davis venció a  Elisabetta Cocciaretto por 7-6(7-0) 6-2

### Dobles femenino
Kirsten Flipkens /  Laura Siegemund vencieron a  Viktorija Golubic /  Panna Udvardy por 6-4, 7-5